# 石川台站
石川台站（日语：／ Ishikawadai eki */?）是一個位於東京都大田區東雪谷二丁目，屬於東急電鐵池上線的鐵路車站。車站編號是IK08。

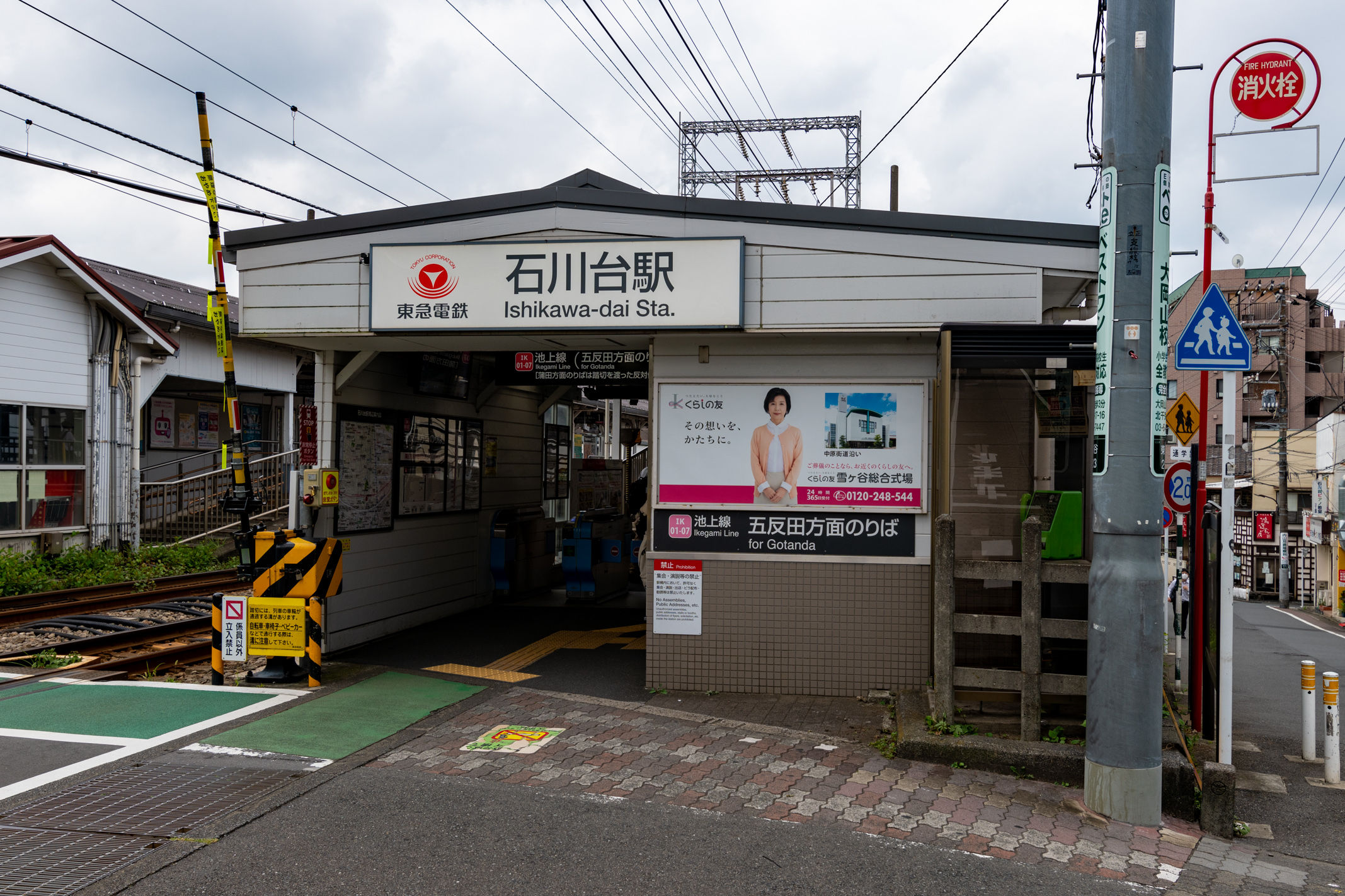
往五反田方向的站房（2021年8月）

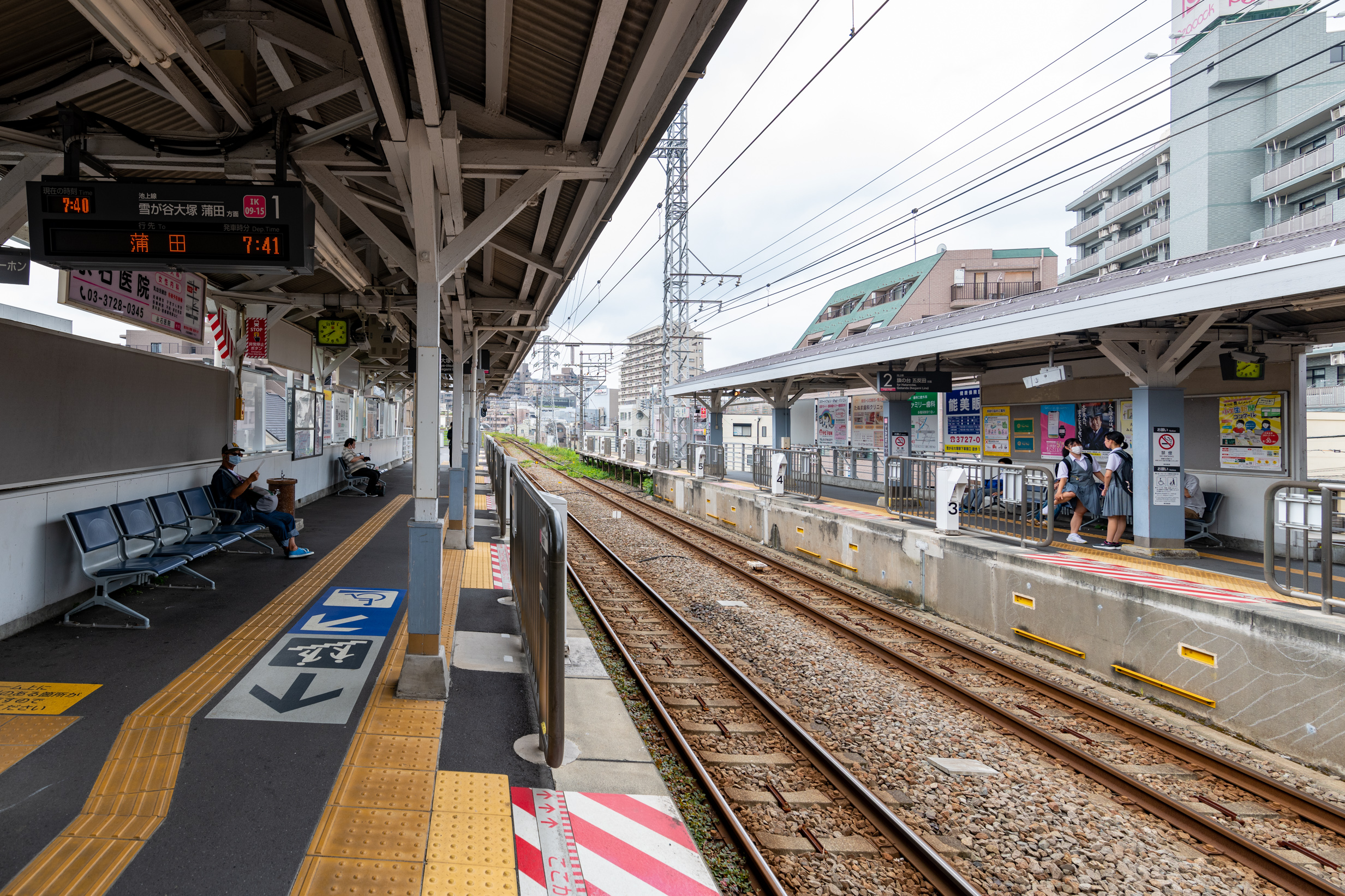
月台（2021年8月）

## 年表
- 1927年（昭和2年）8月28日- 池上電氣鐵道石川站啟用[2]。
- 1928年（昭和3年） - 車站改稱石川台站[2]。

## 構造
本站是側式月台2面2線地面車站。
上下月台的站房、檢票口各自獨立，站內不連通。下行月台設有廁所。上行月台有飲料自動販賣機。月台採用LED照明。
由於地形關係，車站五反田側是地塹式構造，月台在土堤上。
| 月台 | 路線   | 方向 | 目的地             |
| ---- | ------ | ---- | ------------------ |
| 1    | 池上線 | 下行 | 雪谷大塚、蒲田方向 |
| 2    | 池上線 | 上行 | 旗之台、五反田方向 |

（來源：東急電鐵:車站構內圖 （页面存档备份，存于））

## 使用情況
2016年平均每天上下車人次有15,019人。
近年1日平均上下車人次、上車人次如下表。
| 年度               | 1日平均 上下車人次 | 1日平均 上車人次 | 來源     |
| ------------------ | ------------------ | ---------------- | -------- |
| 1990年（平成02年） |                    | 9,701            | [ * 1 ]  |
| 1991年（平成03年） |                    | 9,872            | [ * 2 ]  |
| 1992年（平成04年） |                    | 9,803            | [ * 3 ]  |
| 1993年（平成05年） |                    | 9,682            | [ * 4 ]  |
| 1994年（平成06年） |                    | 9,504            | [ * 5 ]  |
| 1995年（平成07年） |                    | 9,527            | [ * 6 ]  |
| 1996年（平成08年） |                    | 9,468            | [ * 7 ]  |
| 1997年（平成09年） |                    | 9,578            | [ * 8 ]  |
| 1998年（平成10年） |                    | 8,756            | [ * 9 ]  |
| 1999年（平成11年） |                    | 8,227            | [ * 10 ] |
| 2000年（平成12年） |                    | 7,967            | [ * 11 ] |
| 2001年（平成13年） |                    | 7,767            | [ * 12 ] |
| 2002年（平成14年） |                    | 7,570            | [ * 13 ] |
| 2003年（平成15年） | 14,453             | 7,459            | [ * 14 ] |
| 2004年（平成16年） | 14,302             | 7,397            | [ * 15 ] |
| 2005年（平成17年） | 14,219             | 7,308            | [ * 16 ] |
| 2006年（平成18年） | 14,496             | 7,447            | [ * 17 ] |
| 2007年（平成19年） | 14,748             | 7,536            | [ * 18 ] |
| 2008年（平成20年） | 14,741             | 7,521            | [ * 19 ] |
| 2009年（平成21年） | 14,170             | 7,203            | [ * 20 ] |
| 2010年（平成22年） | 14,133             |                  |          |
| 2011年（平成23年） | 14,095             |                  |          |
| 2012年（平成24年） | 14,346             |                  |          |
| 2013年（平成25年） | 14,646             |                  |          |
| 2014年（平成26年） | 14,662             |                  |          |
| 2015年（平成27年） | 14,988             |                  |          |
| 2016年（平成28年） | 15,019             |                  |          |

## 周邊
- 大田區役所（日语：大田区役所）雪谷特別出張所
- 大田區立石川町文化中心
- 東京都保健醫療公社（日语：東京都保健医療公社）荏原醫院（日语：東京都保健医療公社荏原病院）
- 東京都立北療育醫療中心城南分園
- 田園調布消防署雪谷出張所
- 大田東雪谷二郵便局
- 東京工業大學大岡山校區石川台地區
- 雪谷八幡神社（日语：雪ヶ谷八幡神社）
- 大田區立石川台中學校
- 文教大學附屬小學校（日语：文教大学付属小学校）
- SAT運動俱樂部雪谷

## 名稱由來
站名取自車站開業當時的所在地名荏原郡池上村大字雪谷字石川。車站北側的大田區石川町一丁目、二丁目，其地名是來自於池上村大字石川，與站名沒有直接關聯。
附近的呑川在過去被稱為「石川（石川原）」，是周邊地名的由來。

## 其他
由於位於呑川的河岸段丘段丘面上，周邊多坡道，常出現於廣告或電視劇中。
從本站延伸至鄰站洗足池站的池上線地塹兩側，在春季有櫻花、油菜花等多種花卉綻放。

## 相鄰車站
東急電鐵
 池上線
洗足池（IK07）－石川台（IK08）－雪谷大塚（IK09）

## 延伸閱讀
- 宮田道一. . JTBパブリッシング. 2008-09-01. ISBN 9784533071669.

## 外部連結
- 石川台（各站資訊） - 東急電鐵（日語）